# American Music Awards 2017
Předávání cen American Music Awards 2017 se konalo 19. listopadu 2017 v Microsoft divadle v Los Angeles v Kalifornii.Ceremoniál byl vysílán stanicí ABC a moderovala ho Tracee Elliss Ross.

## Vystoupení

### Hlavní show
- Kelly Clarkson a Pink – „Everybody Hurts“
- Selena Gomez feat. Marshmello – „Wolves“
- Demi Lovato – „Sorry Not Sorry“
- Nick Jonas – „Find You“
- Hailee Steinfeld, Alesso, Florida Georgie Line a Watt – „Let Me Go“
- Shawn Mendes – „There's Nothing Holin' Me Back“
- Christina Aguilera – Whitney Houston a Osobní strážce (hold)
- Lady Gaga – „The Cure“
- Macklemore a Skylar Grey – „Glorious“
- Portugal. The Man – „Feel It Still“
- Zedd a Alessia Cara – „Stay“
- Imagine Dragons a Khalid – „Thunder“/„Young Dumb & Broke“
- Pink – „Beautiful Drama“
- Kelly Clarkson – „Miss Independent“/„Love So Soft“
- Niall Horan – „Slow Hands“
- BTS – „DNA“
- Diana Ross – „Medley“

## Účinkující
- Ansel Elgort
- Billy Eichner
- Caleb McLaughlin
- Camila Mendes
- Chadwick Boseman
- The Chainsmokers
- Chrissy Metz
- Ciara
- Daymond John
- DJ Khaled
- G-Eazy
- Gaten Matarazzo
- Heidi Klum
- Jared Leto
- Jenna Dewanová-Tatumová
- Jesse Tyler Ferguson
- Julia Michaels
- Justin Hartley
- Kat Graham
- Kathryn Hahn
- Kevin O'Leary
- KJ Apap
- Lea Michele
- Lili Reinhart
- Lilly Singh
- Madelaine Petsch
- Mark Cuban
- Martin Garrix
- Sabrina Carpenter
- Sadie Sink
- Viola Davis
- Yara Shahidi

## Vítězové a nominovaní
Tučně jsou označeni vítězové:
| Umělec roku | Objev roku |
| --- | --- |
| - Bruno Mars - The Chainsmokers - Drake - Kendrick Lamar - Ed Sheeran | - Neil Horan - James Arthur - Julia Michaels - Post Malone - Rae Sremmurd                                     |
| Nejoblíbenější pop/rockový zpěvák | Nejoblíbenější pop/rocková zpěvačka                                                                           |
| - Bruno Mars - Drake - Ed Sheeran | - Lady Gaga - Alessia Cara - Rihanna                                                                          |
| Nejoblíbenější pop/rocková kapela/duo/skupina | Nejoblíbenější pop/rockové album                                                                              |
| - Imagine Dragons - Coldplay - The Chainsmokers | - 24K Magic – Bruno Mars - More Life – Drake - Starboy – The Weeknd                                           |
| Nejoblíbenější pop/rocková skladba | Nejoblíbenější country zpěvák                                                                                 |
| - „Despacito“ – Luis Fonsi a Daddy Yankee feat. Justin Bieber - „Closer“ – The Chainsmokers feat. Halsey - „Shape of You“ – Ed Sheeran | - Keith Urban - Thomas Rhett - Sam Hunt                                                                       |
| Nejoblíbenější country zpěvačka | Nejoblíbenější country kapela/duo/skupina                                                                     |
| - Carrie Underwood - Miranda Lambert - Maren Morris | - Little Big Town - Florida Georgia Line - Old Dominion                                                       |
| Nejoblíbenější country album | Nejoblíbenější country skladba                                                                                |
| - Ripcord – Keith Urban - They Don't Know – Jason Aldean - From a Room: Volume 1 – Chris Stapleton | - „Blue Ain't Your Color“ – Keith Urban - „Body Like A Back Road“ – Sam Hunt - „Dirt On My Boots“ – Jon Pardi |
| Nejoblíbenější rap/hip-hopový umělec | Nejoblíbenější rap/hip-hopové album                                                                           |
| - Drake - Kendrick Lamar - Migos | - DAMN. – Kendrick Lamar - More Life – Drake - Culture – Migos                                                |
| Nejoblíbenější rap/hip-hopová skladba | Nejoblíbenější soul/r&b zpěvák                                                                                |
| - „I'm the One“ – DJ Khaled feat. Justin Bieber, Quavo, Chance the Rapper a Lil Wayne - „HUMBLE“ – Kendrick Lamar - „Black Beatles“ – Rae Sremmurd feat. Gucci Mane | - Bruno Mars - Childish Gambino - The Weeknd                                                                  |
| Nejoblíbenější soul/r&b zpěvačka | Nejoblíbenější soul/r&b album                                                                                 |
| - Beyoncé - Kehlani - Rihanna | - 24K Magic – Bruno Mars - Awaken, My Love! – Childish Gambino - Starboy – The Weeknd                         |
| Nejoblíbenější soul/r&b skladba | Nejoblíbenější umělec – alternativní rock                                                                     |
| - „That's What I Like“ – Bruno Mars - „Location“ – Khalid - „Starboy“ – The Weeknd feat. Daft Punk | - Linkin Park - Twenty One Pilots - Imagine Dragons                                                           |
| Nejoblíbenější umělec – adult contemporary | Nejoblíbenější interpret – latino                                                                             |
| - Shawn Mendes - Bruno Mars - Ed Sheeran | - Shakira - Daddy Yankee - Louis Fonsi                                                                        |
| Nejoblíbenější interpret – současná křesťanská hudba | Nejoblíbenější interpret – elektronická hudba                                                                 |
| - Lauren Daigle - MercyMe - Chris Tomlin | - The Chainsmokers - Calvin Harris - DJ Snake                                                                 |
| Video roku | Soundtrack roku                                                                                               |
| - „That's What I Like“ – Bruno Mars - „Despacito“ – Luis Fonsi a Daddy Yankee - „Shape Of You“ – Ed Sheeran | - Odvážná Vaiana: Legenda o konci světa - Strážci Galaxie Vol. 2 - Trollové                                   |
| Kolaborace roku | Turné roku |
| - „Despacito“ – Luis Fonsi a Daddy Yankee feat. Justin Bieber - „Closer“ – The Chainsmokers feat. Halsey - „I'm the One“ – DJ Khaled feat. Justin Bieber, Quavo, Chance the Rapper a Lil Wayne - „Don't Wanna Know“ – Maroon 5 feat. Kendrick Lamar - „Starboy“ – The Weeknd feat. Daft Punk | - Coldplay - Garth Brooks - U2                                                                                |

### Speciální ocenění

#### Celoživotní ocenění
- Diana Ross